# Betula ermanii
Betula ermanii, el abedul de Erman, es una especie de árbol perteneciente a la familia de las betuláceas.

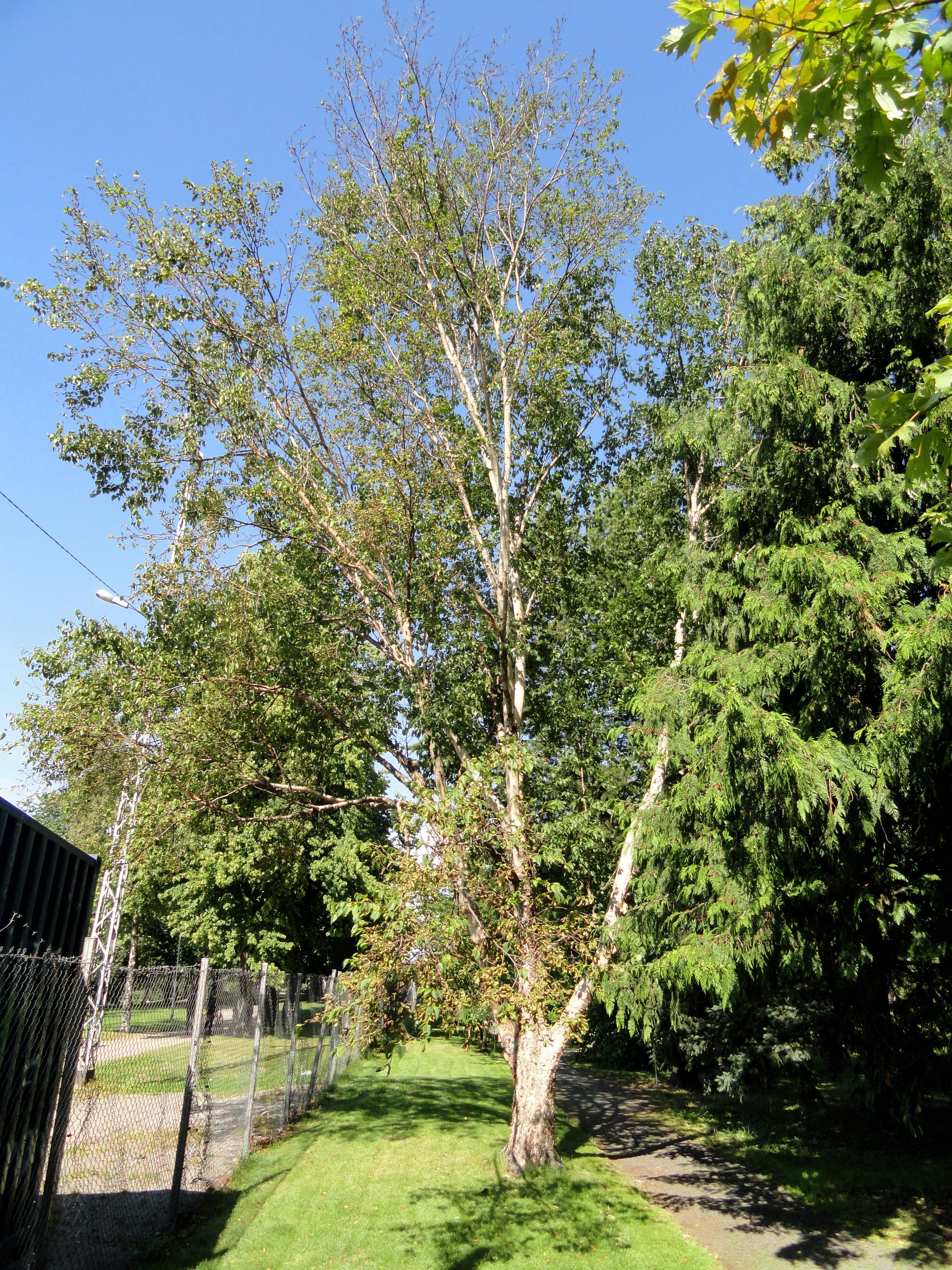
Detalle de la planta

## Descripción
Betula ermanii puede llegar a alcanzar los 20 m de altura. La corteza es de color amarillo y blanco. La corteza de las ramas jóvenes están  desnudas, pero presentan verrugas de color naranja. Las hojas son ampliamente aovadas y tienen siete a once  venas a la superficie de la hoja de una costilla. Tiene 5-8 centímetros de largo y son acuminadas. La base de la hoja se recorta para ser cordiforme. Los peciolos tienen de 1.5 a 2.5 centímetros de largo.
El periodo de floración comienza en primavera. Las inflorescencias tienen forma ovoide,  son individuales y tienen de 2 a 3 centímetros de largo y un diámetro de aproximadamente 1,5 centímetros.

## Distribución geográfica
Es muy variable su distribución y las especies se pueden encontrar en Japón, Kuriles, Sajalín, de Kamchatka, y Corea. 

## Taxonomía
Betula lenta fue descrita por Adelbert von Chamisso y publicado en Linnaea 6: 537, pl. 6, f. D, a–e. 1831.
Etimología
Betula: nombre genérico que dieron los griegos al abedul.
ermanii: epíteto
Sinonimia
var. ermanii
- Betula ganjuensis Koidz.
- Betula incisa (Koidz.) Koidz.
- Betula komarovii Perfil. & Kolesn.
- Betula paraermanii V.N.Vassil.
- Betula saitoana Nakai
- Betula shikokiana Nakai
- Betula ulmifolia var. glandulosa H.J.P.Winkl.

var. japonica (Shirai) Koidz.
- Betula bhojpattra var. japonica Shirai
- Betula nikoensis Koidz.[2]